# IC33
O IC 33 é um itinerário complementar de Portugal.
Esta estrada deverá ligar Santiago do Cacém a Évora, estando já atualmente construída entre Santiago do Cacém e Grândola numa extensão de 38 km, entroncando com a   A 2  nesta última localidade. O troço circundante a Santiago do Cacém será comum à rede nacional de autoestradas - fará parte da futura   A 26  (que ligará Sines a Beja).
Por construir encontra-se ainda o troço até Évora, sendo que os estudos de impacto ambiental que se encontram atualmente em avaliação propõem uma descontinuidade entre o actual final do IC 33 e o seu reinício, que deverá ser feito em nó com a   A 26  junto a Santa Margarida do Sado (entre Grândola e Ferreira do Alentejo). A ocorrer tal facto, a melhor alternativa para realizar o percurso entre Sines e Évora não incluirá no futuro o troço do IC 33 atualmente construído.

## Estado dos Troços
| Troço                                             | Situação                                      | km |
| ------------------------------------------------- | --------------------------------------------- | -- |
| Santiago do Cacém - Roncão                        | Em serviço - Duplicada para autoestrada A 26  | 15 |
| Roncão - Grândola ( A 2 )                         | Em serviço                                    | 23 |
| Santa Margarida do Sado ( A 26 ) - Évora ( IP 2 ) | Em processo de Avaliação de Impacto Ambiental | 68 |

## Nós de Ligação

### Santiago do Cacém - Grândola
| Número da Saída | Destinos                                            | Estrada que liga              |
| --------------- | --------------------------------------------------- | ----------------------------- |
|                 | Relvas Verdes (Santiago do Cacém)                   | IP 8 / A 26 ( 5) (dir. Sines) |
|                 | Santiago do Cacém (norte) Santo André               | N 261                         |
|                 | Santa Cruz Ademas                                   |                               |
|                 | São Francisco da Serra Roncão / Cruz de João Mendes | N 120                         |
|                 | Melides Grândola (via ER)                           | N 261-2                       |
|                 | Grândola Carvalhal Comporta                         | N 261-1                       |
|                 | Grândola (norte) Lisboa / Alcácer Ourique           | N 120 / IC 1                  |
|                 | Lisboa / Alcácer ALGARVE / Beja                     | A 2                           |